# Ogre (Fluss)
Die Ogre (russisch Огре; deutscher Name: Oger) ist ein 176 km langer rechter Nebenfluss der Düna in Lettland.
Der Fluss entspringt auf den Höhen bei Piebalga und wird durch mehrere Seen gespeist. Der gesamte Lauf ist gewunden. Bis Ērgļi herrscht ein stärkeres Gefälle mit eingeschnittenen Ufern. Weiter abwärts ist der Fluss mit Kanus befahrbar. Die Mündung befindet sich bei der Stadt Ogre.
- Die größten Nebenflüsse sind Līčupe (40 km) und Aviekste (28 km).
- In alter Zeit hieß der Fluss auch Wogene oder Woga.